# 偏钨酸钠

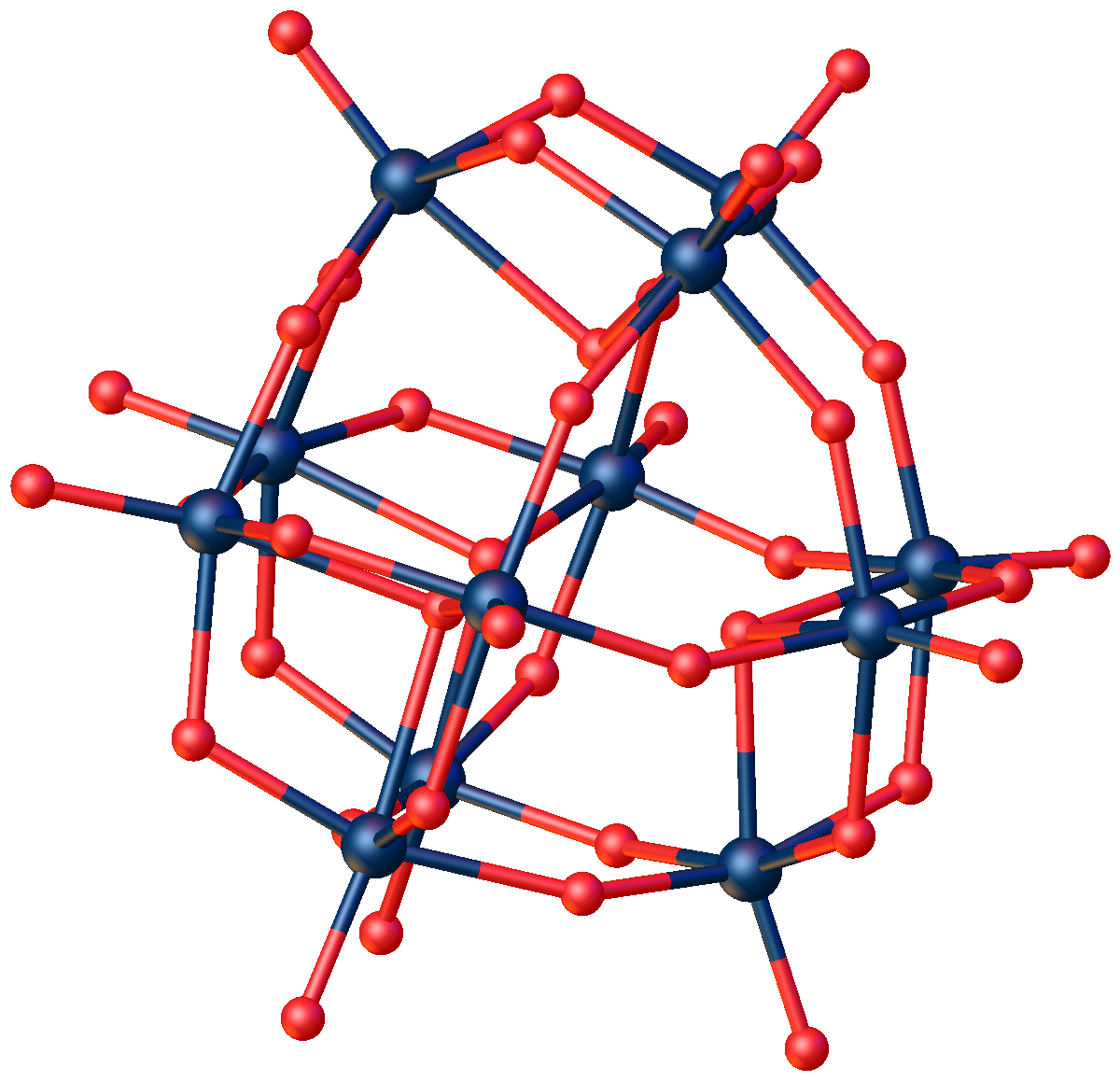
[W_{12}O_{40}]^{8-}笼状结构，偏钨酸根离子是其得到两个质子的结构（[H_{2}W_{12}O_{40}]^{6-}）

偏钨酸钠是一种无机化合物，化学式为Na6[H2W12O40]，它有时会写作氧化物的形式，即3Na2WO4·9WO3·H2O。它在水中的溶解度很高（最大密度为3.1 g/cm3），它可用作重力分选的试剂。